# Volksopbeuring
Volksopbeuring was een Vlaamse caritatieve organisatie die tijdens de Eerste Wereldoorlog hulp verleende aan behoeftigen, krijgsgevangenen of andere noodlijdenden.

## Geschiedenis
Het Nationaal Hulp- en Voedingscomité, uitgaande van de Belgische regering in ballingschap, verlichtte de nood bij de bevolking, door onder meer het voedsel te verdelen dat door de Verenigde Staten werd geschonken. Bestuurd door Belgische patriotten, groeide het uit tot een belangrijke Belgische administratie, die door de Duitsers noodgedwongen werd gedoogd.
Leden van de Vlaamsgezinde burgerij dachten dat ze zelf voor de hulpverlening konden instaan en hiermee sympathie konden opwekken voor het activisme en voor de Duitsgezindheid. Volksopbeuring ontstond op lokaal niveau in Kortrijk al in 1914. Hippoliet Meert zette zich in om een organisatie tot stand te brengen die zou concurreren met de Waalse en Fransgezinde werking van het Nationaal Comité. In september 1915 stichtte hij Volkopbeuring als nationale organisatie in Gent, die in 1916 werd aanvaard door de Duitsers. Volksopbeuring werd een propagandamiddel voor het activisme.
Er werden hulppakketten en boeken verstuurd naar de Vlaamse krijgsgevangenen in Duitse kampen. In Vlaanderen zelf werd een brede waaier van activiteiten ontwikkeld: bescherming van kinderen en zuigelingen, voeding, kleding en financiële hulp aan de bevolking, bijstand aan oorlogswezen, -weduwen en     -verminkten. Deze activiteiten werden mogelijk gemaakt door de hulp van het Hollandsch Steuncomité, dat werd gesticht door Leo Meert en de Nederlander Leo Simons.
Leo Meert en Karel Angermille bouwden Volksopbeuring verder uit, met de steun van de bezetter. In 1917 beschikte de vereniging over verschillende monopolies (onder meer voor de kolenverdeling) en over 75 kantoren in Vlaanderen, die zich duidelijk afficheerden als met het activisme verbonden verdeelbureaus. De werking werd opgeheven toen de bezetting eindigde.